# Рахья, Юкка Абрамович
Ю́кка (Ива́н) Абра́мович Ра́хья (фин. Jukka Rahja; 19 июля 1887, Кронштадт — 31 августа 1920, Петроград) — деятель финского и русского революционного движения, брат Эйно Рахья и Яакко Рахья.

## Биография
Родился в рабочей семье, по профессии — рабочий-металлист. Вступил в РСДРП в 1902 году. Член подпольного Кронштадтского комитета РСДРП(б). В 1905 — один из руководителей Кронштадтского восстания. В 1905—1913 годах живёт в Финляндии, участвует в финском рабочем движении в городах Каяани, Исалми и Куопио. В 1913—1917 годах на партийной работе в Петрограде. В 1917 году участвует в Февральской революции, член Петроградского комитета РСДРП(б).
После Октябрьской революции — помощник высшего комиссара по финляндским делам, один из организаторов финской Красной гвардии. Вместе со своим братом Эйно Рахья активно участвовал в рабочей революции в Финляндии. В 1918 году был одним из основателей Коммунистической партии Финляндии и членом её ЦК. В 1919 году — представитель финской компартии на I конгрессе Коминтерна и делегат на его II Конгрессе.

В 1918—1919 гг. Эйно и Юкка Рахья занимались прибыльным делом, контрабандно доставляя из Финляндии в Россию предметы роскоши и продукты питания.
— Сто замечательных финнов, С. 487
Убит соратниками-коммунистами, недовольными поведением партийного руководства, напавшими на «Клуб Куусинена» (Каменноостровский проспект 26-28) в Петрограде 31 августа 1920 года.
Похоронен 12 сентября 1920 года в Петрограде на Марсовом поле.
В память о нём в октябре 1923 года, станция Торфяная и прилегающий к ней станционный посёлок Торфяное (на территории современного Всеволожского района Ленинградской области), были переименованы в Рахья.

## Фото

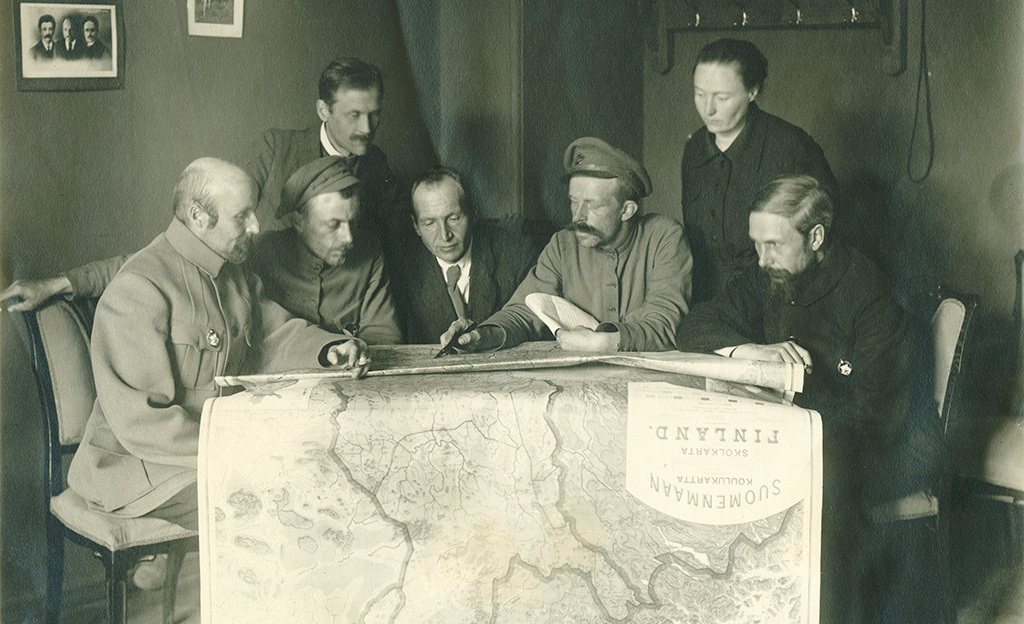
ЦК КПФ в Москве в 1920 году. Слева направо: К. М. Эва[фин.], Юкка Рахья, Яло Кохонен, Куллерво Маннер, Эйно Рахья, Манди Сирола[фин.], Юрьё Сирола

## Киновоплощения
- «Доверие» (СССР, Финляндия, 1975) — Леонхард Мерзин